# Marco Loglisci
Marco Loglisci (Parma, 5 dicembre 1975) è un pallavolista italiano. Gioca come centrale.